# شوابزوئین
شوابزوئین (به آلمانی: Schwabsoien) یک شهر در آلمان است که در بایرن واقع شده‌است.

## خصوصیات
شوابزوئین ۱۷٫۰۲ کیلومترمربع مساحت دارد ۷۴۶ متر بالاتر از سطح دریا واقع شده‌است.